# Canone romano
(Decreto dogmatico del Concilio di Trento De sanctissimo sacrificio missae - XXII sessione, 17 settembre 1562.)
Il Canone romano è la preghiera eucaristica che nel rito romano era l'unica nella Messa tridentina, fino alla revisione del Messale Romano nel 1969, con cui è stata modificata e appare, come nelle edizioni successive, con il titolo alternativo di "Preghiera eucaristica I".
Nel Messale romano tridentino è chiamato Canone della Messa e anche, in latino, Actio, come già nel Sacramentario gelasiano.

## Storia
Il Canone romano è probabilmente la più antica anafora in uso nella Chiesa di Roma; venne redatta tra il IV e il VI secolo, o forse ancora prima, con riferimenti alla tradizione precedente probabilmente apostolica, ed assunse la sua conformazione finale entro il XIII secolo.
Nel corso del Concilio di Trento  venne ribadita l'importanza della formulazione e del contenuto del Canone, incentrati sul sacrificio di Gesù sulla croce; essi rimasero inalterati, nonostante la richiesta di abrogazione da alcuni, in quanto deposito della Tradizione, considerata immune da ogni errore.
L'antica preghiera fu aspramente criticata dai Riformatori protestanti e in particolar modo da Lutero, che lo definì «abominevole [...] raccolta di omissioni e di immondezze». 
Nel corso del Concilio Vaticano II, papa Giovanni XXIII decretò che venisse aggiunta, all'interno del Canone romano, la menzione di san Giuseppe, presente per la prima volta nell'edizione del 1962. Esso fu il primo cambiamento del Canone dal tempo di san Gregorio Magno (VI secolo) e rimane perciò tuttora criticato da coloro che sostengono l'importanza di mantenere il testo tradizionale nell'uso della liturgia cattolica.

### Modifiche nella riforma liturgica posteriore al Concilio Vaticano II
Il Canone romano ha subito alcune modifiche nella revisione del 1969.
Il nuovo testo separa tipograficamente le parole di Gesù dalla parte narrativa del resoconto dell'istituzione dell'eucaristia. La tipografia del testo anteriore separa invece chiaramente (punti fermi e caratteri più grandi) tutto il resto, narrazione e parole di Gesù comprese, da quelle parole presentate come quelle consecratorie, che realizzano la transustanziazione: tratta come consecratorie del pane solo cinque parole (enim compresa); l'indicazione data della consacrazione del vino è molto più prolissa e include la frase mysterium fidei, che nel Nuovo Testamento non appare come detta da Gesù.
| Messale di Pio V | Messale di Giovanni XXIII | Messale di Paolo VI e Giovanni Paolo II |
| --- | --- | --- |
| Qui pridie quam pateretur: accepit panem in sanctas ac venerabiles manus suas: et elevatis oculis in caelum ad te Deum Patrem suum omnipotentem: tibi gratias agens: benedixit, fregit, deditque discipulis suis dicens. Accipite, et manducate ex hoc omnes. Hoc est enim corpus meum. Simili modo postquam cenatum est: accipiens et hunc praeclarum calicem in sanctas ac venerabiles manus suas: item tibi gratias agens, Benedixit, deditque discipulis suis, dicens. Accipite, et bibite ex eo omnes. Hic est enim calix sanguinis mei: novi et aeterni testamenti: mysterium fidei: qui pro vobis et pro multis effundetur in remissionem peccatorum. Haec quotiescumque feceritis, in mei memoriam facietis. | Qui pridie quam pateretur, accepit panem in sanctas ac venerabiles manus suas, et elevatis oculis in caelum ad te Deum Patrem suum omnipotentem, tibi gratias agens, benedixit, fregit, deditque discipulis suis, dicens: Accipite, et manducate ex hoc omnes. Hoc est enim Corpus meum. Simili modo postquam cenatum est, accipiens et hunc praeclarum calicem in sanctas ac venerabiles manus suas: tibi gratias agens, benedixit, deditque discipulis suis, dicens: Accipite, et bibite ex eo omnes. Hic est enim Calix Sanguinis mei, novi et aeterni testamenti: mysterium fidei: qui pro vobis et pro multis effundetur in remissionem peccatorum. Haec quotiescumque feceritis, in mei memoriam facietis. | Qui, pridie quam pateretur, accepit panem in sanctas ac venerabiles manus suas, et elevatis oculis in caelum ad te Deum Patrem suum omnipotentem, item tibi gratias agens, benedixit, fregit, deditque discipulis suis, dicens: Accipite et manducate ex hoc omnes: hoc est enim Corpus meum, quod pro vobis tradetur. Simili modo, postquam cenatum est, accipiens et hunc praeclarum calicem in sanctas ac venerabiles manus suas, item tibi gratias agens benedixit, deditque discipulis suis, dicens: Accipite et bibite ex eo omnes: hic est enim calix Sanguinis mei novi et aeterni testamenti, qui pro vobis et pro multis effundetur in remissionem peccatorum. Hoc facite in meam commemorationem. |

Il Messale riformato dopo il Concilio Vaticano II include nella consacrazione del pane le parole quod pro vobis tradetur, dette da Gesù secondo 1 Corinzi 11,24, frase assente nelle edizioni tridentine.
Nella consacrazione del vino questo Messale include le parole di Gesù, Hoc facite in meam commemorationem ("Fate questo in memoria di me") (Luca 22,19; 1 Corinzi 11,24). 
Nel Messale tridentino, invece di queste parole di Gesù, il sacerdote dice silenziosamente, dopo la consacrazione e separatamente da essa, la simile frase Haec quotiescumque feceritis, in mei memoriam facietis ("Tutte le volte che farete questo, lo farete in memoria di me") (1 Corinzi 11,25), anch'esse parole di Gesù e trattate grammaticalmente come tali.
Nell'edizione di san Pio V (1570) il sacerdote le dice durante l'elevazione del calice: Prolatis verbis consacrationis deponit calicem super Corporale, et genuflexus adorat; surgit et ostendit populo: dicens: Haec quotiescumque feceritis, in mei memoriam facietis. Nelle edizioni successive, a partire da quella del 1604, il sacerdote le dice prima di mostrare il calice al popolo.
Nella formula della consacrazione del vino il Messale tridentino include, in mezzo delle parole di Gesù, la frase "Mistero della fede" (1Tim 3,9), che nella messa riformata nel 1969 il sacerdote dice o canta, dopo la consacrazione e dopo la successiva ostensione del calice, come introduzione all'acclamazione dei fedeli, novità assente nella forma tridentina. Sono proposti tre testi per tale acclamazione, che viene omessa se il sacerdote per grave motivo celebra senza un fedele - cosa gravemente proibita secondo la regola, spesso disattesa, precedente la riforma del 1969 - che la pronunci.
Nel Messale tridentino il sacerdote si genuflette sia prima di mostrare al popolo il calice contenente il vino consacrato sia dopo. In tal caso la genuflessione si fa generalmente prima e dopo di ogni volta che si maneggiano il Corpo e il Sangue. Nel Messale del 1969 e delle edizioni successive lo mostra subito dopo la consacrazione e si genuflette solo dopo.
La revisione del 1969 mantiene solo uno dei 24 segni di croce fatti dal celebrante sulle offerte, delle quali 15 dopo la consacrazione; gli inchini del corpo sono ridotte da cinque a tre; le genuflessioni da sei a due; l'altare non viene più baciato, mentre nel precedente Messale veniva baciato due volte.
La recita delle due liste complete di apostoli e di martiri delle edizioni tridentine è divenuta facoltativa, restando obbligatoria la menzione di Pietro, Paolo e Andrea nella preghiera Communicantes, e di Giovanni, Stefano, Mattia e Barnaba (i nomi menzionati nel Nuovo Testamento) nella Nobis quoque peccatoribus.

## Struttura
Sia nella forma posteriore al Concilio Vaticano II sia in quella tridentina, il Canone è composto da: una preghiera per la Chiesa militante; una preghiera per i vivi; una preghiera di unione con la Chiesa trionfante, nella quale si fa memoria in primo luogo di Maria; poi, ma solo nelle edizioni a partire dal 1962, di san Giuseppe; poi di dodici apostoli (tra i quali Paolo invece di Mattia, che secondo gli Atti degli Apostoli 1,15-26 fu eletto apostolo al posto di Giuda); cinque dei primi papi (papa Lino, papa Anacleto, papa Clemente I, papa Sisto I, papa Cornelio) e altri sette martiri (san Cipriano, san Lorenzo martire, san Crisogono, i santi Giovanni e Paolo e i santi Cosma e Damiano); poi genericamente di tutti i santi. Segue una preghiera preparatoria alla consacrazione; l'epiclesi (una preghiera rivolta a Dio affinché conceda l'effetto desiderato che in questo caso è la transustanziazione); il racconto dell'istituzione dell'Eucaristica; l'anamnesi, cioè il ricordo che il sacrificio della messa rappresenta e ripresenta la morte di Gesù; segue poi una preghiera per i defunti, e una domanda di essere ammessi alla compagnia degli apostoli e martiri, dei quali si menzionano in particolare Giovanni Battista e quattordici martiri, sette maschi (tra i quali san Mattia) e sette femmine. Infine il canone si conclude con la dossologia, cioè la glorificazione della Trinità.

## Testo
| Canon missae (Missale Romanum 1962) | Prex Eucharistica I seu Canon Romanus (Missale Romanum 2002) | Preghiera Eucaristica I o Canone Romano (Messale Romano in lingua italiana 2020) |
| Te ígitur, clementíssime Pater, per Iesum Christum Fílium tuum Dóminum nostrum, súpplices rogámus, ac pétimus uti accépta hábeas, et benedícas hæc † dona, hæc † múnera, hæc † sancta sacrifícia illibáta Per la Chiesa militante in primis, quæ tibi offérimus pro Ecclésia tua sancta cathólica: quam pacificáre, custodíre, adunáre et régere dignéris toto orbe terrárum: una cum fámulo tuo Papa nostro N., et Antístite nostro N., et ómnibus orthodóxis, atque cathólicæ, et apostólicæ fidei cultóribus. Memento per i vivi Meménto, Dómine, famulórum, famularúmque tuárum N. et N. et ómnium circumstántium, quorum tibi fides cógnita est, et nota devótio, pro quibus tibi offérimus vel qui tibi ófferunt: hoc sacrifícium láudis, pro se, suisque ómnibus: pro redemptióne animárum suárum, pro spe salútis, et incolumitátis suæ: tibíque reddunt vota sua ætérno Deo, vivo et vero. Per la Chiesa trionfante Communicántes, et memóriam venerántes, in prímis gloriósæ semper Vírginis Mariæ, Genitrícis Dei et Dómini nostri Iesu Christi: sed et beáti Ióseph eiúsdem Vírginis Sponsi, et beatórum Apostolórum ac Mártyrum tuórum: Petri et Pauli, Andréæ, Iacóbi, Ioánnis, Thomæ, Iacóbi, Philíppi, Bartholomæi, Matthæi, Simónis et Thaddæi, Lini, Cleti, Cleméntis, Xysti, Cornélii, Cypriáni, Lauréntii, Chrysógoni, Ioánnis et Pauli, Cosmæ et Damiáni: et ómnium Sanctórum tuórum; quorum méritis, precibúsque concédas, ut in ómnibus protectiónis tuæ muniámur auxílio. Per eúmdem Christum Dóminum nostrum. Amen. Preghiera preparatoria alla Consacrazione Hanc ígitur oblatiónem servitútis nostræ, sed et cunctæ famíliæ tuæ, quæsumus, Dómine, ut placátus accípias: diésque nostros in tua pace dispónas, atque ab ætérna damnatióne nos éripi, et in electórum tuórum iúbeas grege numerári. Per Christum Dóminum nostrum. Amen. Epíclesi consacratoria Quam oblatiónem tu, Deus, in ómnibus, quæsumus bene † díctam, ad † scríptam, ra † tam, rationábilem, acceptabilémque fácere dignéris ut nobis Cor † pus et San † guis fiat dilectíssimi Fílii tui Dómini nostri Iesu Christi. Racconto dell'istituzione Qui pridie quam paterétur accépit panem in sanctas ac venerábiles manus suas et elevátis óculis in cælum, ad te Deum Patrem suum omnipoténtem tibi grátias ágens bene † díxit, fregit, dedítque discípulis suis, dicens: Accípite, et manducáte ex hoc ómnes: HOC EST ENIM CORPUS MEUM. Símili modo póstquam cenátum est accípiens et hunc præclárum cálicem in sanctas ac venerábiles manus suas: item tibi grátias ágens bene † díxit, dedítque discípulis suis, dicens: Accípite et bibíte ex eo ómnes: HIC EST ENIM CALIX SANGUINIS MEI, NOVI ET ÆTERNI TESTAMENTI, QUI PRO VOBIS ET PRO MULTIS EFFUNDETUR IN REMISSIONEM PECCATORUM. Hæc quotiescúmque fecéritis, in mei memóriam faciétis. Anàmnesi Unde et mémores, Dómine, nos servi tui, sed et plebs tua sancta, eiúsdem Christi Fílii tui Dómini nostri tam béatæ Passiónis, nec non et ab ínferis Resurrectiónis, sed et in cælos gloriósæ Ascensiónis: offérimus præcláræ maiestáti tuæ, de tuis donis, ac datis, hóstiam † puram, hóstiam † sanctam, hóstiam † immaculátam, Panem † sanctum vitæ ætérnæ et Cálicem † salútis perpétuæ. Supra quæ propítio ac seréno vultu respícere dignéris, et accépta habére, sícuti accépta habére dignátus es múnera púeri tui iusti Abel, et sacrifícium Patriárchæ nostri Abrahæ: et quod tibi óbtulit summus sacérdos tuus Melchísedech, sanctum sacrifícium, immaculátam hóstiam. Súpplices te rogámus, omnípotens Deus: iube hæc perférri per manus sancti Angeli tui in sublíme altáre tuum, in conspéctu divinæ maiestátis tuæ; ut quotquot ex hac altáris participatióne sacrosánctum Fílii tui Cór†pus et Sán†guinem sumpsérimus ómni benedictióne cælésti et grátia repleámur. Per eúmdem Christum Dóminum nostrum. Amen. Memento per i morti Meménto étiam, Dómine, famulórum, famularúmque tuárum N. et N. qui nos præcessérunt cum signo fídei et dórmiunt in somno pacis. Ipsis, Dómine, et ómnibus in Christo quiescéntibus, locum refrigérii, lucis et pacis, ut indúlgeas, deprecámur. Per eúmdem Christum Dóminum nostrum. Amen. Nobis quoque peccatóribus fámulis tuis, de multitúdine miseratiónum tuárum sperántibus, partem áliquam, et societátem donáre dignéris, cum tuis sanctis Apóstolis et Martyribus: cum Ioánne, Stéphano, Matthia, Bárnaba, Ignátio, Alexándro, Marcellíno, Petro, Felicitáte, Perpétua, Ágatha, Lúcia, Agnéte, Cæcília, Anastásia, et ómnibus Sanctis tuis: intra quorum nos consórtium, non æstimátor mériti, sed véniæ, quæsumus, largítor admítte. Per Christum Dóminum nostrum. Per quem hæc ómnia, Dómine, semper bona creas sanctí†ficas, viví†ficas, bene†dícis, et præstas nobis. Dossologia Per ip † sum, et cum ip † so, et in ip † so, est tibi Deo Patri † omnipoténti, in unitáte Spíritus † Sancti ómnis honor et glória. Per ómnia sæcula sæculórum Amen | Te ígitur, clementíssime Pater, per Iesum Christum Fílium tuum, Dóminum nostrum, súpplices rogámus ac pétimus, uti accépta hábeas, et benedícas hæc dona, hæc múnera, hæc sancta sacrifícia illibáta, Per la Chiesa militante in primis, quæ tibi offérimus pro Ecclésia tua sancta cathólica: quam pacificáre, custodíre, adunáre et régere dignéris toto orbe terrárum: una cum fámulo tuo Papa nostro N., et Antístite nostro N., et ómnibus orthodóxis, atque cathólicæ et apostólicæ fidei cultóribus. Memento per i vivi Meménto, Dómine, famulórum famularúmque tuárum N. et N. et ómnium circumstántium, quorum tibi fides cógnita est et nota devótio, pro quibus tibi offérimus: vel qui tibi ófferunt hoc sacrifícium láudis, pro se suisque ómnibus: pro redemptióne animárum suárum, pro spe salútis et incolumitátis suæ: tibíque reddunt vota sua ætérno Deo, vivo et vero. Per la Chiesa trionfante Communicántes, et memóriam venerántes, in prímis gloriósæ semper Vírginis Mariæ, Genetrícis Dei et Dómini nostri Iesu Christi: sed et beáti Ióseph eiúsdem Vírginis Sponsi, et beatórum Apostolórum ac Mártyrum tuórum, Petri et Pauli, Andréæ, (Iacóbi, Ioánnis, Thomæ, Iacóbi, Philíppi, Bartholomæi, Matthæi, Simónis et Thaddæi: Lini, Cleti, Cleméntis, Xysti, Cornélii, Cypriáni, Lauréntii, Chrysógoni, Ioánnis et Pauli, Cosmæ et Damiáni) et ómnium Sanctórum tuórum; quorum méritis, precibúsque concédas, ut in ómnibus protectiónis tuæ muniámur auxílio. (Per Christum Dóminum nostrum. Amen) Preghiera preparatoria alla Consacrazione Hanc ígitur oblatiónem servitútis nostræ, sed et cunctæ famíliæ tuæ, quæsumus, Dómine, ut placátus accípias: diésque nostros in tua pace dispónas, atque ab ætérna damnatióne nos éripi et in electórum tuórum iúbeas grege numerári. (Per Christum Dóminum nostrum. Amen.) Epíclesi consacratoria Quam oblatiónem tu, Deus, in ómnibus, quæsumus, benedíctam, adscríptam, ratam, rationábilem, acceptabilémque fácere dignéris: ut nobis Corpus et Sanguis fiat dilectíssimi Fílii tui, Dómini nostri Iesu Christi. Racconto dell'istituzione Qui, pridie quam paterétur, accépit panem in sanctas ac venerábiles manus suas, et elevátis óculis in cælum ad te Deum Patrem suum omnipoténtem tibi grátias ágens benedíxit, fregit, dedítque discípulis suis, dicens: ACCÍPITE ET MANDUCÁTE EX HOC ÓMNES: HOC EST ENIM CORPUS MEUM, QUOD PRO VOBIS TRADETUR. Símili modo póstquam cenátum est accípiens et hunc præclárum cálicem in sanctas ac venerábiles manus suas: item tibi grátias ágens benedíxit, dedítque discípulis suis, dicens: ACCÍPITE ET BÍBITE EX EO ÓMNES: HIC EST ENIM CALIX SÁNGUINIS MEI NOVI ET ÆTÉRNI TESTAMÉNTI, QUI PRO VOBIS ET PRO MULTIS EFFUNDÉTUR IN REMISSIÓNEM PECCATÓRUM. HOC FÁCITE IN MEAM COMMEMORATIÓNEM. Acclamazione del popolo Mystérium fídei. Mortem tuam annuntiámus, Dómine, et tuam resurrectiónem confitémur, donec vénias. Vel: Quotiescúmque manducámus panem hunc et cálicem bíbimus, mortem tuam annuntiámus, Dómine, donec vénias. Vel: Salvátor mundi, salva nos, qui per crucem et resurrectiónem tuam liberásti nos. Anámnesi Unde et mémores, Dómine, nos servi tui, sed et plebs tua sancta, eiúsdem Christi, Fílii tui, Dómini nostri, tam béatæ passiónis, necnon et ab ínferis resurrectiónis, sed et in cælos gloriósæ ascensiónis: offérimus præcláræ maiestáti tuæ de tuis donis ac datis hóstiam puram, hóstiam sanctam, hóstiam immaculátam, Panem sanctum vitæ ætérnæ et Cálicem salútis perpétuæ. Supra quæ propítio ac seréno vultu respícere dignéris: et accépta habére, sícuti accépta habére dignátus es múnera púeri tui iusti Abel, et sacrifícium Patriárchæ nostri Abrahæ, et quod tibi óbtulit summus sacérdos tuus Melchísedech, sanctum sacrifícium, immaculátam hóstiam. Súpplices te rogámus, omnípotens Deus: iube hæc perférri per manus sancti Angeli tui in sublíme altáre tuum, in conspéctu divinæ maiestátis tuæ; ut, quotquot ex hac altáris participatióne sacrosánctum Fílii tui Córpus et Sánguinem sumpsérimus, ómni benedictióne cælésti et grátia repleámur. (Per Christum Dóminum nostrum. Amen.) Memento per i morti Meménto étiam, Dómine, famulórum famularúmque tuárum N. et N., qui nos præcessérunt cum signo fídei, et dórmiunt in somno pacis. Ipsis, Dómine, et ómnibus in Christo quiescéntibus, locum refrigérii, lucis et pacis, ut indúlgeas, deprecámur. (Per Christum Dóminum nostrum. Amen.) Nobis quoque peccatóribus fámulis tuis, de multitúdine miseratiónum tuárum sperántibus, partem áliquam et societátem donáre dignéris, cum tuis sanctis Apóstolis et Martyribus: cum Ioánne, Stéphano, Matthía, Bárnaba, (Ignátio, Alexándro, Marcellíno, Petro, Felicitáte, Perpétua, Ágatha, Lúcia, Agnéte, Cæcília, Anastásia) et ómnibus Sanctis tuis: intra quorum nos consórtium, non æstimátor mériti, sed véniæ, quæsumus, largítor admítte. Per Christum Dóminum nostrum. Per quem hæc ómnia, Dómine, semper bona creas sanctíficas, vivíficas, benedícis, et præstas nobis. Dossologia Per ipsum, et cum ipso, et in ipso, est tibi Deo Patri omnipoténti, in unitáte Spíritus Sancti omnis honor et glória per ómnia sæcula sæculórum Amen. | Padre clementissimo, noi ti supplichiamo e ti chiediamo per Gesù Cristo, tuo Figlio e nostro Signore, di accettare † e benedire questi doni, queste offerte, questo sacrificio puro e santo. Per la Chiesa militante Noi te l'offriamo anzitutto per la tua Chiesa santa e cattolica, perché tu le dia pace e la protegga, la raduni e la governi su tutta la terra, in unione con il tuo servo il nostro papa N., il nostro vescovo N. e con tutti quelli che custodiscono la fede cattolica, trasmessa dagli apostoli. Memento per i vivi Ricordati, Signore, dei tuoi fedeli [N. e N.]. Ricordati di tutti coloro che sono qui riuniti, dei quali conosci la fede e la devozione: per loro ti offriamo e anch'essi ti offrono questo sacrificio di lode, e innalzano la preghiera a te, Dio eterno, vivo e vero, per ottenere a sé e ai loro cari redenzione, sicurezza di vita e salute. Per la Chiesa trionfante In comunione con tutta la Chiesa, ricordiamo e veneriamo anzitutto la gloriosa e sempre vergine Maria, Madre del nostro Dio e Signore Gesù Cristo, san Giuseppe, suo sposo, i tuoi santi apostoli e martiri: Pietro e Paolo, Andrea, [Giacomo, Giovanni, Tommaso, Giacomo, Filippo, Bartolomeo, Matteo, Simone e Taddeo, Lino, Cleto, Clemente, Sisto, Cornelio e Cipriano, Lorenzo, Crisogono, Giovanni e Paolo, Cosma e Damiano] e tutti i tuoi santi; per i loro meriti e le loro preghiere donaci sempre aiuto e protezione. Preghiera preparatoria alla Consacrazione Accetta con benevolenza, o Signore, questa offerta che ti presentiamo noi tuoi ministri e tutta la tua famiglia: disponi nella tua pace i nostri giorni, salvaci dalla dannazione eterna, e accoglici nel gregge dei tuoi eletti. Epiclesi consacratoria Santifica, o Dio, questa offerta con la potenza della tua benedizione, e degnati di accettarla a nostro favore, in sacrificio spirituale e perfetto, perché diventi per noi il corpo e il sangue del tuo amatissimo Figlio, il Signore nostro Gesù Cristo. Racconto dell'istituzione La vigilia della sua passione, egli prese il pane nelle sue mani sante e venerabili, e alzando gli occhi al cielo a te Dio Padre suo onnipotente, rese grazie con la preghiera di benedizione, spezzò il pane, lo diede ai suoi discepoli, e disse: PRENDETE, E MANGIATENE TUTTI: QUESTO È IL MIO CORPO OFFERTO IN SACRIFICIO PER VOI. Allo stesso modo, dopo aver cenato, prese nelle sue mani sante e venerabili questo glorioso calice, ti rese grazie con la preghiera di benedizione, lo diede ai suoi discepoli, e disse: PRENDETE, E BEVETENE TUTTI: QUESTO È IL CALICE DEL MIO SANGUE PER LA NUOVA ED ETERNA ALLEANZA, VERSATO PER VOI E PER TUTTI IN REMISSIONE DEI PECCATI. FATE QUESTO IN MEMORIA DI ME. Acclamazione del popolo Mistero della fede: Annunziamo la tua morte, Signore, proclamiamo la tua risurrezione, nell'attesa della tua venuta. oppure Ogni volta che mangiamo di questo pane e beviamo a questo calice annunziamo la tua morte, Signore, nell'attesa della tua venuta. oppure Tu ci hai redenti con la tua Croce e la tua Risurrezione: salvaci, o Salvatore del mondo. Anamnesi In questo sacrificio, o Padre, noi tuoi ministri e il tuo popolo santo celebriamo il memoriale della beata passione, della risurrezione dai morti e della gloriosa ascensione al cielo del Cristo tuo Figlio e nostro Signore; e offriamo alla tua maestà divina, tra i doni che ci hai dato, la vittima pura, santa e immacolata, pane santo della vita eterna e calice dell'eterna salvezza. Volgi sulla nostra offerta il tuo sguardo sereno e benigno, come hai voluto accettare i doni di Abele, il giusto, il sacrificio di Abramo, nostro padre nella fede, e l'oblazione pura e santa di Melchisedech, tuo sommo sacerdote. Ti supplichiamo, Dio onnipotente: fa' che questa offerta, per le mani del tuo angelo santo, sia portata sull'altare del cielo davanti alla tua maestà divina, perché su tutti noi che partecipiamo di questo altare, comunicando al santo mistero del corpo e sangue del tuo Figlio, scenda la pienezza di ogni grazia e benedizione del cielo. Memento per i morti Ricordati, o Signore, dei tuoi fedeli, che ci hanno preceduto con il segno della fede e dormono il sonno della pace. Dona loro, Signore, e a tutti quelli che riposano in Cristo, la beatitudine, la luce e la pace. Anche a noi, tuoi ministri, peccatori, ma fiduciosi nella tua infinita misericordia, concedi, o Signore, di aver parte nella comunità dei tuoi santi apostoli e martiri: Giovanni, Stefano, Mattia, Barnaba, [Ignazio, Alessandro, Marcellino e Pietro, Felicita, Perpetua, Agata, Lucia, Agnese, Cecilia, Anastasia] e tutti i santi: ammettici a godere della loro sorte beata non per i nostri meriti, ma per la ricchezza del tuo perdono. Per Cristo nostro Signore. Tu, o Dio, crei e santifichi sempre, fai vivere, benedici e doni al mondo ogni bene. Dossologia Per Cristo, con Cristo e in Cristo a te, Dio Padre onnipotente, nell'unità dello Spirito Santo, ogni onore e gloria per tutti i secoli dei secoli. Amen. |